# Tczew
Tczew (kasub nyelven Dërszewò, kociewiei nyelvjárásban Derszewo, németül Dirschau, latinul Trsovia) város Lengyelországban a Pomerániai vajdaságban, a Tczewi járás székhelye. 1975-1998 között a Gdański vajdasághoz tartozott. 2009. június elején Tczewben 60 209 személy volt bejelentve, ebből 59 237 állandóra és 1026 ideiglenesen.

## Földrajzi helyzete
A város a Visztula partján fekszik a Kociewie régióban, amely második a Kaszub régió mellett a Gdański Pomerániában. Az egyik legrégibb város Pomerániában, története 1198-ig nyúlik vissza. Észak-Lengyelország fontos közlekedési csomópontja, a Sziléziából a Balti-tengerig és Berlinből Kalinyingrádba vezető utak kereszteződésében helyezkedik el. Itt keresztezi egymást az 1. számú országos főút (Gdańsk - Cieszyn) és a 224. számú vajdasági főút (Tczew - Wejherowo) és a közelben halad el az 1. autósztráda és a 22. számú országos főút (Kostrzyn nad Odrą - Grzechotki).

## Kerületek
Hivatalosan a város nincs kerületekre osztva, de megkülönböztetik az alábbi városrészeket:
- Nowe Miasto
- Os. Bajkowe/Piotrowo
- Os. Czyżykowo
- Os. Garnuszewskiego
- Os. gen. J. Bema
- Os. Kolejarz
- Os. Prątnica
- Os. S. Staszica
- Os. Strzelnica
- Os. Suchostrzygi
- Os. W. Witosa (Górki)
- Os. Za Parkiem
- Os. Zatorze
- Stare Miasto

## Története
Az ember első nyomai mintegy i.e. 3000-1700 év előttiek az újkőkorszakból valók az archeológiai leletek alapján. Az ember jelenlétének folytonosságáról a hallstatti korszakból (i.e. 500-400) származó ékszerek és szerszámok, a római időkből feltárt temetők és kora középkori települések nyomai tanúskodnak.

### Lengyelország felosztásáig
Tczew első írásos említése 1198-ból maradt ránk, amikor Grzymisław świeciei herceg földbirtokot ajándékozott Pomerániában a gdański johannita lovagoknak. Az itt említett Trsow Tczewet jelölte. A 13. században már valószínűleg volt plébániája. A város nevének eredete máig nem tisztázott. A 12-13. századi oklevelekben kétféleképpen fordul elő: Trsow ez vagy etruszk, vagy a lengyel takács szóból származik, illetve Derszewo, ami azt jelenti, hogy Dersław birtoka.
A Visztula fokozódó gazdasági jelentősége és a környék növekvő lakossága szükségessé tette vár építését és azt, hogy II. Sambor herceg székhelyét Lubiszewből Tczewbe tegye 1252-53 telén. 1258-ban városi tanács alakult még ugyancsak II. Sambor engedélyével. Ez az aktus megelőzte a városjogokat, ami Lengyelországban példátlan volt. A városi tanács korábban alakult meg itt, mint Wrocławban (1261), Krakkóban (1264) vagy Poznańban (1280), ahol a tanács csak néhány évvel a várossá válás után alakult meg. 1260-ban Tczew lübecki mintájú városjogokat kapott II. Sambortól. A városban felvirágzott a kereskedelem és kézművesipar. Zamożnośćon kibővítették a vámkamarát a Visztulán. Kikötőt nyitottak, melybe felhajóztak a folyón a nyugati kupecek, és a pénzverdéjük széles körben beváltható ezüst dénárokat vert. A Gdański Pomeránia utolsó uralkodója, II. Mściwój 1289-ben domonkos rendi szerzeteseket telepített le, akik templomot és kolostort építettek.
1308-ban Tczewet elfoglalta a Német lovagrend. Birtokukba került a városi privilégiumok oklevele, a városi pecsét és a lübecki törvénykönyv. A városi önkormányzatot több, mint fél évszázadra felfüggesztették. Ehelyett a keresztesek új privilégiumot és törvénykönyvet adtak 1364-ben chełmnoi mintára.
1410-ben a grünwaldi csata után a város rövid időre a lengyelek kezére került, az első thorni béke azonban Tczewet és egész Pomerániát a rendi állam birtokában hagyta. 1440-ben Tczew csatlakozott a Porosz Szövetséghez. A harmincéves háború alatt (1454-1466 a város többször cserélt gazdát, míg végül a második thorni béke 1466-ban Lengyelországhoz csatolta. 1468-tól Tczew várispán székhelye és járási központ lett. A város újból fejlődésnek indult, virágzott a gabonakereskedelem és kézműipar. Többször itt tartották meg a porosz államok gyűlését.
1577-ben Báthory István katonáinak gondatlansága következtében hatalmas tűzvész pusztított, mely csaknem teljesen megsemmisítette a várost. Csak a templomok maradtak épek. Az újjáépült várost 1623-ban III. Zsigmond király szemlélte meg.
A svédekkel a 17. században folytatott háború és a nagy északi háború (1700-1721) alatt az idegen csapatok hosszadalmas itt tartózkodása miatt sokat szenvedett.
Lengyelország első felosztásakor Tczew Poroszországhoz került. A lengyel kultúra megőrzésének központja a domonkos rend volt 1818-ban történt feloszlatásukig.
1794-ben felcsillant a lehetőség a Kościuszko-felkelés alatt, majd a napóleoni háborúk alatt, 1806-1807-ben, amikor Napóleon csapatai és a Lengyel Légió Nagy-Lengyelország és Pomeránia területére léptek, hogy megszabadulnak a porosz fennhatóságtól. Az itáliai Lengyel Légió 1807. január 17-én Tczew alá ért. Henryk Dąbrowski csapatai 1807. február 23-án fergeteges rohammal bevették a várost, melyhez a helyi lakosság is csatlakozott. A felkelés leverése után több vezetőjét a porosz állam Tczewbe internálta, akik közül többen később letelepedtek a városban.
A 19. század elején a poroszok, - a svédekkel és Napóleonnal vívott háborúk alatt létesített - erődítmények egy részét lebontatták a rombadőlt tczewi várral együtt. A század közepén Tczew ipari központtá és fontos vasúti és közúti csomóponttá fejlődött. 1851-57 között épült fel az első Visztula-híd, mely neogótikus tornyokkal és kapukkal volt díszítve. Akkoriban ez volt Észak-Európa leghosszabb hídja (kb. 800 m). Nem sokkal később már kicsinek is bizonyult és 30 méterrel távolabb második híd is épült 1888-1890-ben. Ez utóbbi bonyolította le a vasúti, az első pedig a közúti és gyalogos forgalmat.
A 19. század második felében és a 20. század elején Tczewben gőzmalom, több gépgyár, gépjavító üzem, vasöntöde, cementgyár két cukorgyár, ostyagyár, sörgyár, gázgyár, vízvezeték, csatornahálózat létesült. Fejlődött a gabonakereskedelem és a folyami hajózás is.
1918-ban néptanács alakult, mely nem hivatalosan átvette a hatalmat a német hatóságoktól. 1920-ban a város visszakerült Lengyelországhoz. Még ugyanebben az évben állami tengerészeti iskola alakult, ahol tengerésztiszteket képeztek. Új folyami kikötő épült, melynek nagy jelentősége volt a lengyel szén exportjában. 1928 után, a gdyniai kikötő konkurenciája következtében Tczew elvesztette jelentőségét. Új templom és stadion épült. A népesség elérte 1921-ben a 16 000, 1938-ban a 28 000 főt.
1930-tól Tczewben utász egységek állomásoztak, akiknek háború esetén a lehető leghosszabb ideig tartaniuk kellett volna a Visztula hídjait vagy felrobbantani azokat.

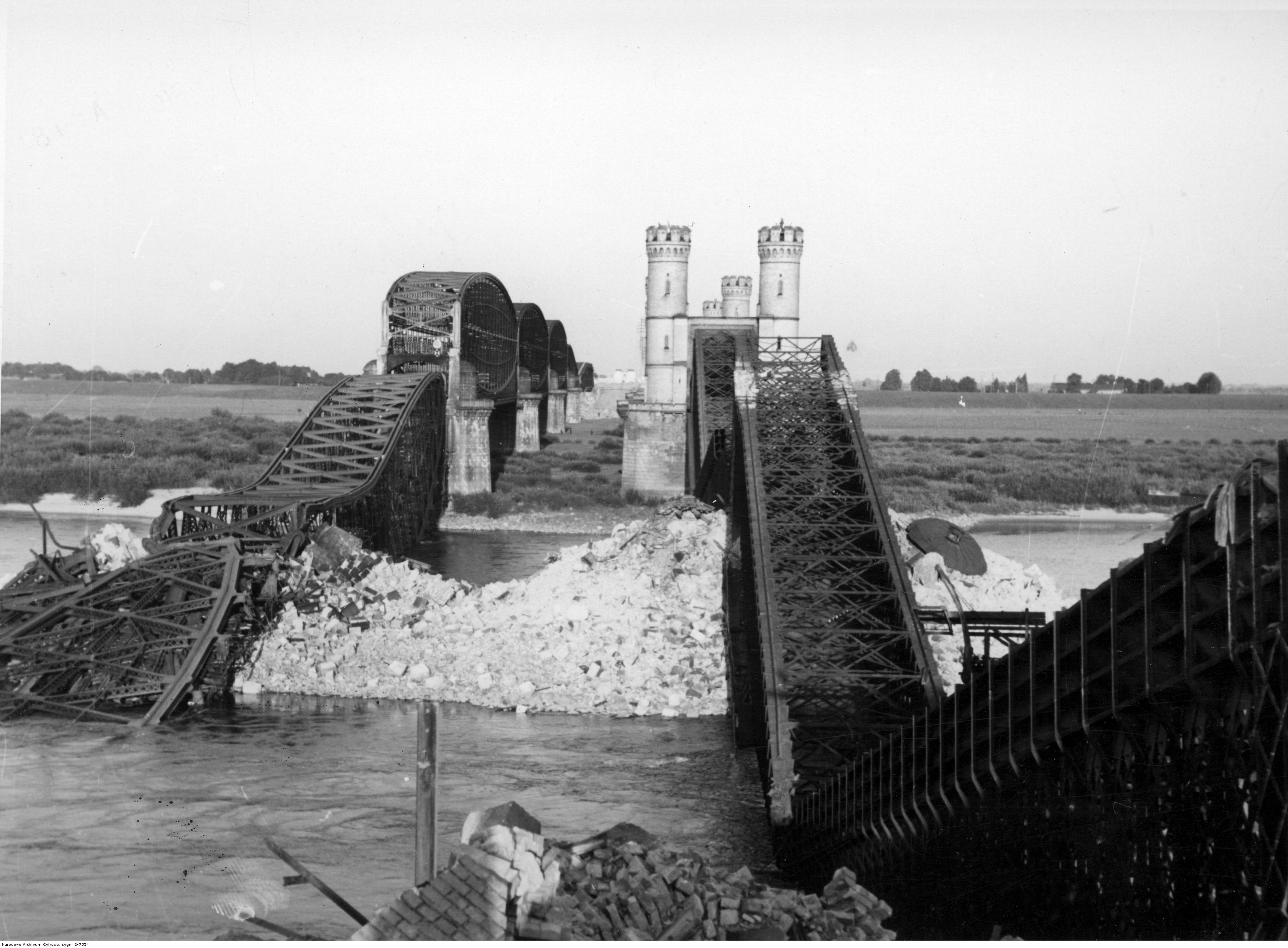
A lengyel utászok által felrobbantott tczewi hidak

1939. szeptember 1-jén a hidakat három német zuhanóbombázó támadta meg, de nem azok elpusztítása, hanem felrobbantásuknak megakadályozása volt a cél. A város védelmi harcai egyetlen nap alatt véget értek, de a lengyel katonák sikerrel teljesítették feladatukat és lerombolták a hidakat. Ilyen módon sikerült megakadályozni, hogy a Birodalomból támadó német csapatok Kelet-Poroszországba jussanak és átkarolják a lengyel hadsereget.
A német megszállás alatt a városban angol és francia katonák számára hadifogolytábor létesült, valamint munkatábor lengyelek számára. A földalatti ellenállás több csoportja működött a városban. A német megszállás 1945. március 12-én ért véget, amikor a II. Belorusz front csapatai felszabadították a várost. A háború után Tczew, Pomeránia legtöbb kárt szenvedett városai közé tartozott. Egyetlen működőképes gyára sem maradt, jelentősen csökkent népessége.
A újjáépítés éveiben, a városban villamosgépgyár, gépgyár, hajógyár, élelmiszeripari és hídépítő üzem létesült.

## Fordítás
- Ez a szócikk részben vagy egészben a Tczew című lengyel Wikipédia-szócikk ezen változatának fordításán alapul.  Az eredeti cikk szerkesztőit annak laptörténete sorolja fel. Ez a jelzés csupán a megfogalmazás eredetét és a szerzői jogokat jelzi, nem szolgál a cikkben szereplő információk forrásmegjelöléseként.